# Bambouti
Bambouti är en subprefektur i Centralafrikanska republiken.   Den ligger i prefekturen Haut-Mbomou, i den östra delen av landet, 900 km öster om huvudstaden Bangui.
I omgivningarna runt Bambouti växer huvudsakligen savannskog. Trakten runt Bambouti är nära nog obefolkad, med mindre än två invånare per kvadratkilometer.